# Police turque
Pour les articles homonymes, voir Police.
La police turque ou la Direction Générale de la Sûreté (en turc : Polis ou Türkiye Cumhuriyeti Emniyet Genel Müdürlüğü) est le nom officiel des services de police en Turquie. Elle est rattachée au ministère de l'Intérieur.

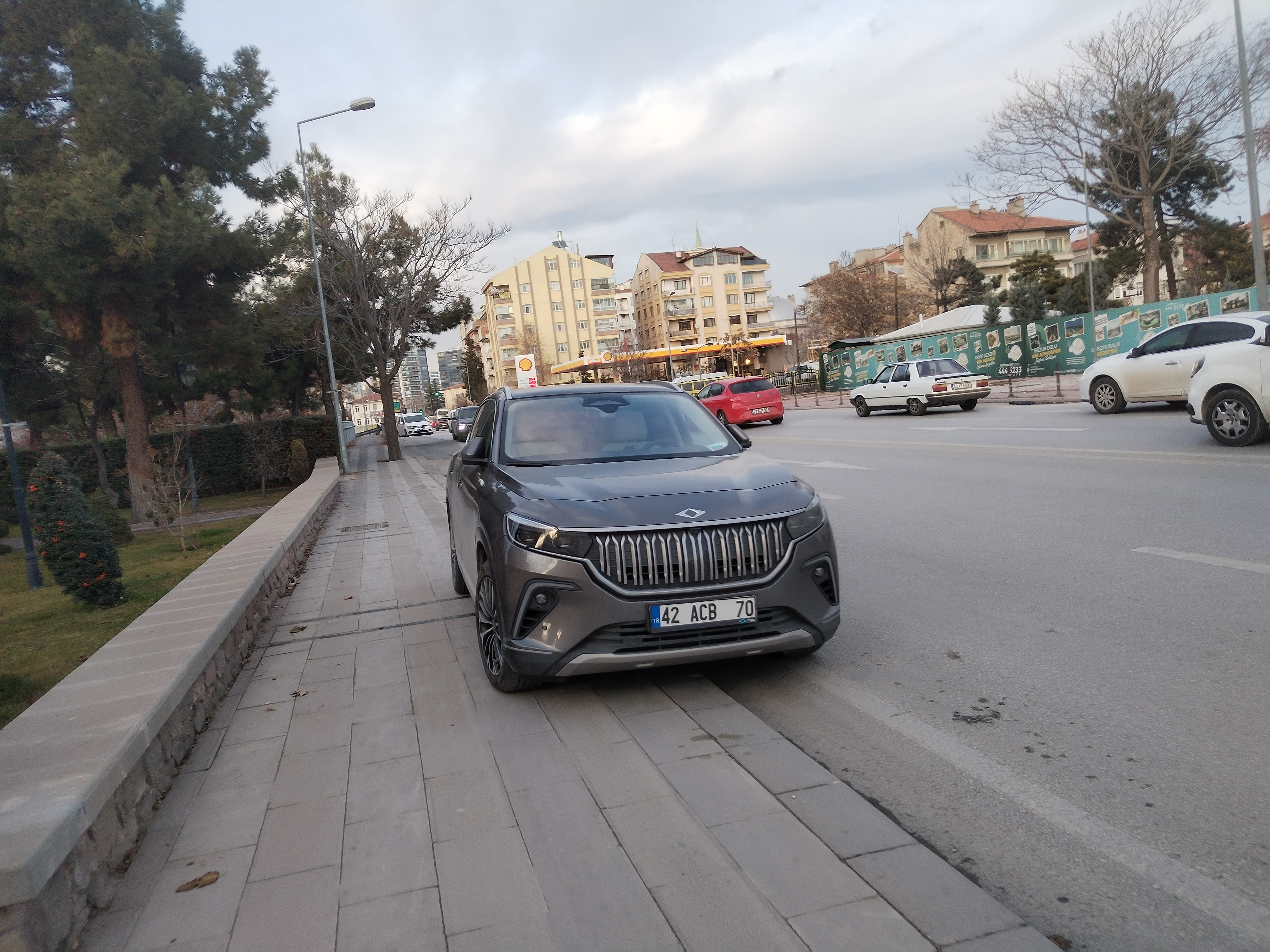
Un T10X, SUV utilisé par la police turque.

## Histoire
Durant la période ottomane, l'ordre public était géré par le kadı. Après la suppression du poste de janissaire, l'ordre public a constamment été amélioré mais toujours dirigé par un seul homme par ville. Pour réorganiser ceci et créer une hiérarchie dans l'ordre public, le 10 avril 1845 la police turque a été fondée à Constantinople.
La police turque est dans une guerre constante avec le PKK qui est une organisation terroriste séparatiste kurde. Le PKK n'hésite pas à prendre pour cibles les forces de police et les civils, comme dans l'attentat de mars 2016 à Ankara où le père du footballeur international turc Umut Bulut a perdu la vie avec d'autres civils ou bien encore l'attentat d'Istanbul de décembre 2016 qui a visé les forces de police à la sortie d'un match de football de Süper Lig entre le Beşiktaş et Bursaspor,.
Les Forces spéciales de la Police, les PÖH, participent en 2015 et 2016 au nettoyage de l'organisation terroriste du PKK  dans les villes des régions de l'Anatolie du Sud-Est et de l'Anatolie de orientale (population à majorité kurde), où elles laissent de nombreuses inscriptions nationalistes sur les murs des villes,.
En 2016 et 2017, le gouvernement conservateur de Recep Tayyip Erdoğan procède à des purges massives de la police turque, dont des dizaines de milliers d'agents sont licenciés,,,,’ soupçonnés d'appartenir au mouvement Güleniste, qui est accusé d'être impliquées dans le coup d'État avorté du 15 juillet 2016.
Le 1er octobre 2023, le siège à Ankara est touché par un attentat-suicide.

## Structure
Dans les provinces, la police turque est sous le commandement des préfets (en turc: vali) et des sous-préfets (en turc: kaymakam). Les administrateurs civils (turcs: mülki amir) sont responsables de la sécurité et du bien-être des villes et des districts. La police turque (EGM) opère au sein du réseau du système d'administration civile et exerce ses fonctions sous le commandement et le contrôle de l'autorité civile. Les gouverneurs de la ville et les chefs des administrations des districts supervisent la force.
La Direction Générale de la Sûreté est organisé de la façon suivante en 2008 :
- Organisation centrale
- Organisation provinciale
  - 81 Directions de la police provinciale
  - 751 Directions de police des villes affiliées aux provinces
  - 22 Directions des services de garde à la frontière
  - 18 postes de police de la zone franche
  - 834 postes de police dans 81 provinces

## Fonction et Mission
En général, le domaine de responsabilité de la police est géographiquement situé à l'intérieur des frontières municipales en Turquie. Conformément à la «Loi sur les devoirs et les pouvoirs de la police», les fonctions de la police sont les suivantes :
- Assurer la paix et l'ordre publics;
- Assurer la sécurité des personnes et des biens;
- Détecter, arrêter et transférer les deux contrevenants et les éléments de preuve aux organes judiciaires appropriés;
- Accomplir des tâches autres que les fonctions administratives telles que judiciaires attribuées par les lois, les règlements et les actes du gouvernement;
- Prévention de la criminalité afin de protéger la sécurité publique;

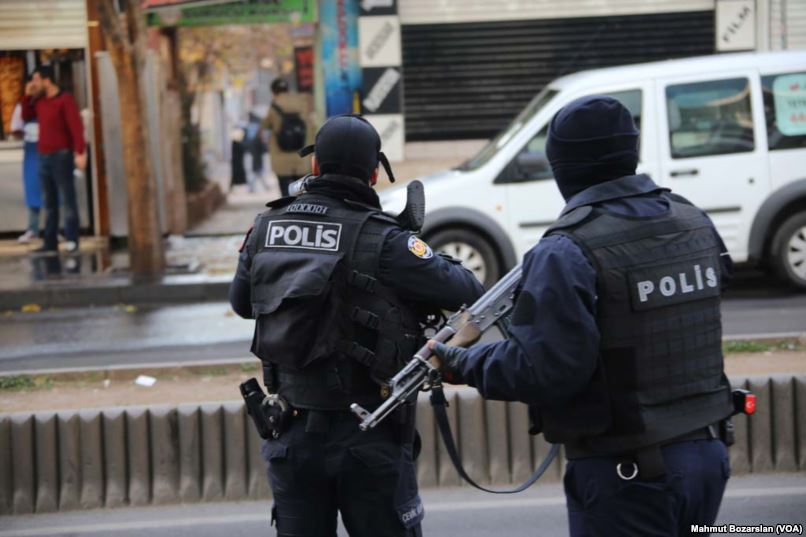
Policiers turcs

La police turque a aussi des devoirs politiques tels que la protection de l'intégrité de l'État et le maintien de l'ordre constitutionnel. En outre, la police turque a des fonctions administratives, y compris des fonctions de prévention, de protection et d'assistance.
Un Département des services de la circulation, un Conseil de sécurité routière des routes et un Conseil suprême pour la sécurité routière ont été créés afin de traiter plus efficacement les problèmes de circulation.

## Unités
Tous les policiers turcs portent des uniformes bleu marine et des casquettes. Les voitures de patrouille peuvent être identifiées par leur design unique en bleu-blanc et l'écriture  Polis  (Police en turc) sur les portes latérales et le capot. Les surintendants et les inspecteurs portent des étoiles d'argent sur leurs épaules. Les officiers les plus hauts portent des étoiles d'or.

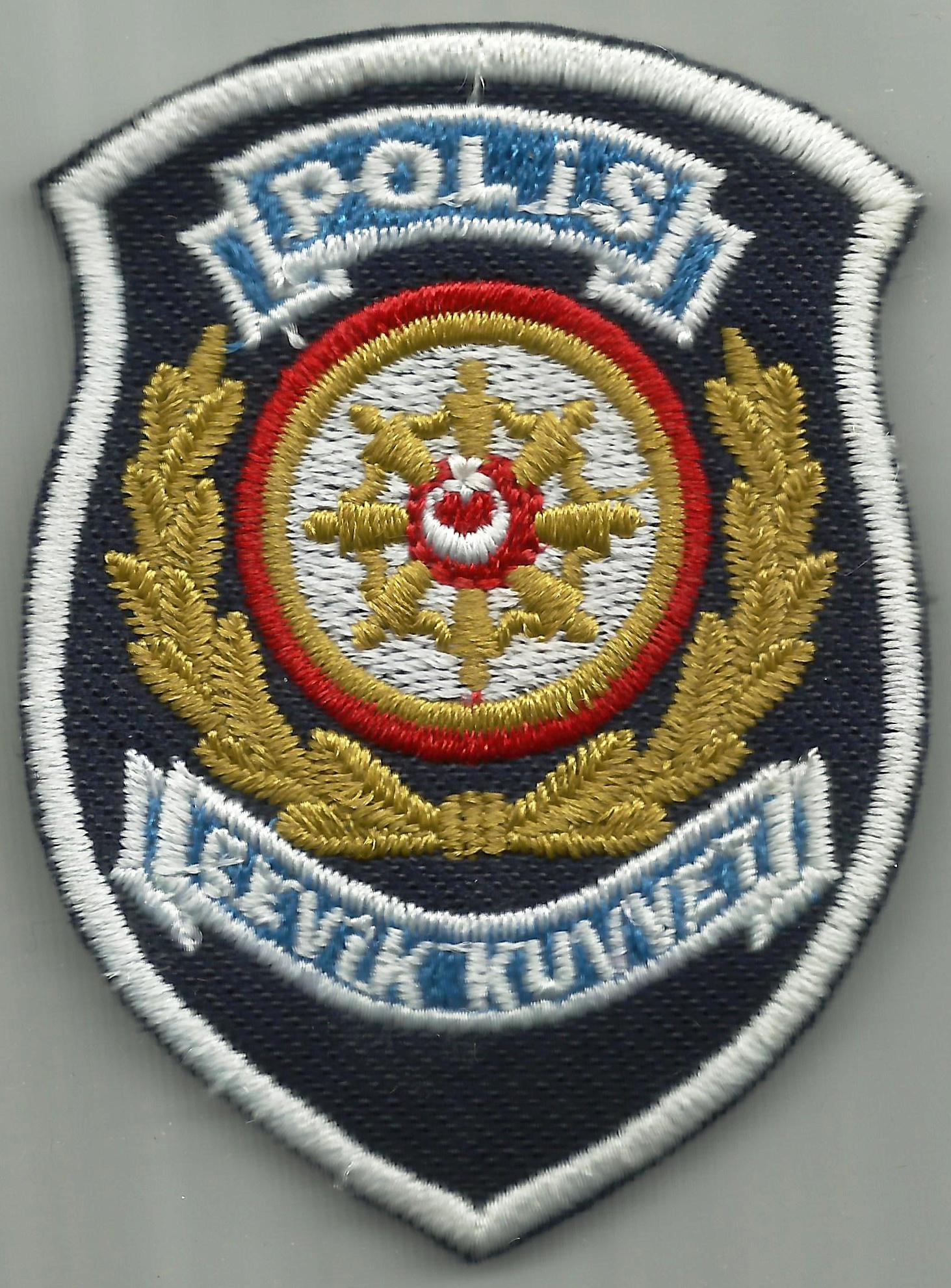
Brassard de Çevik Kuvvet
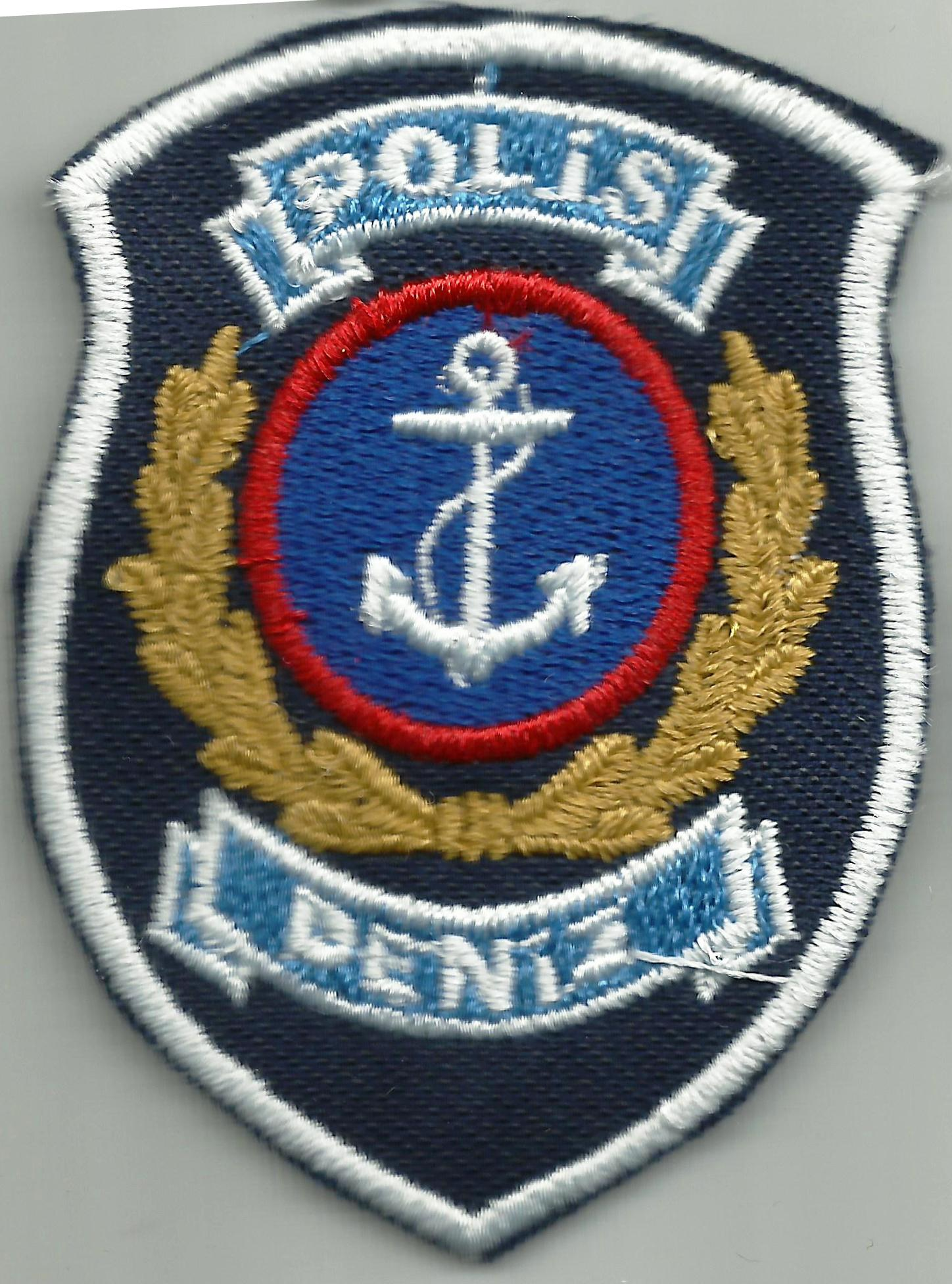
Brassard Navale
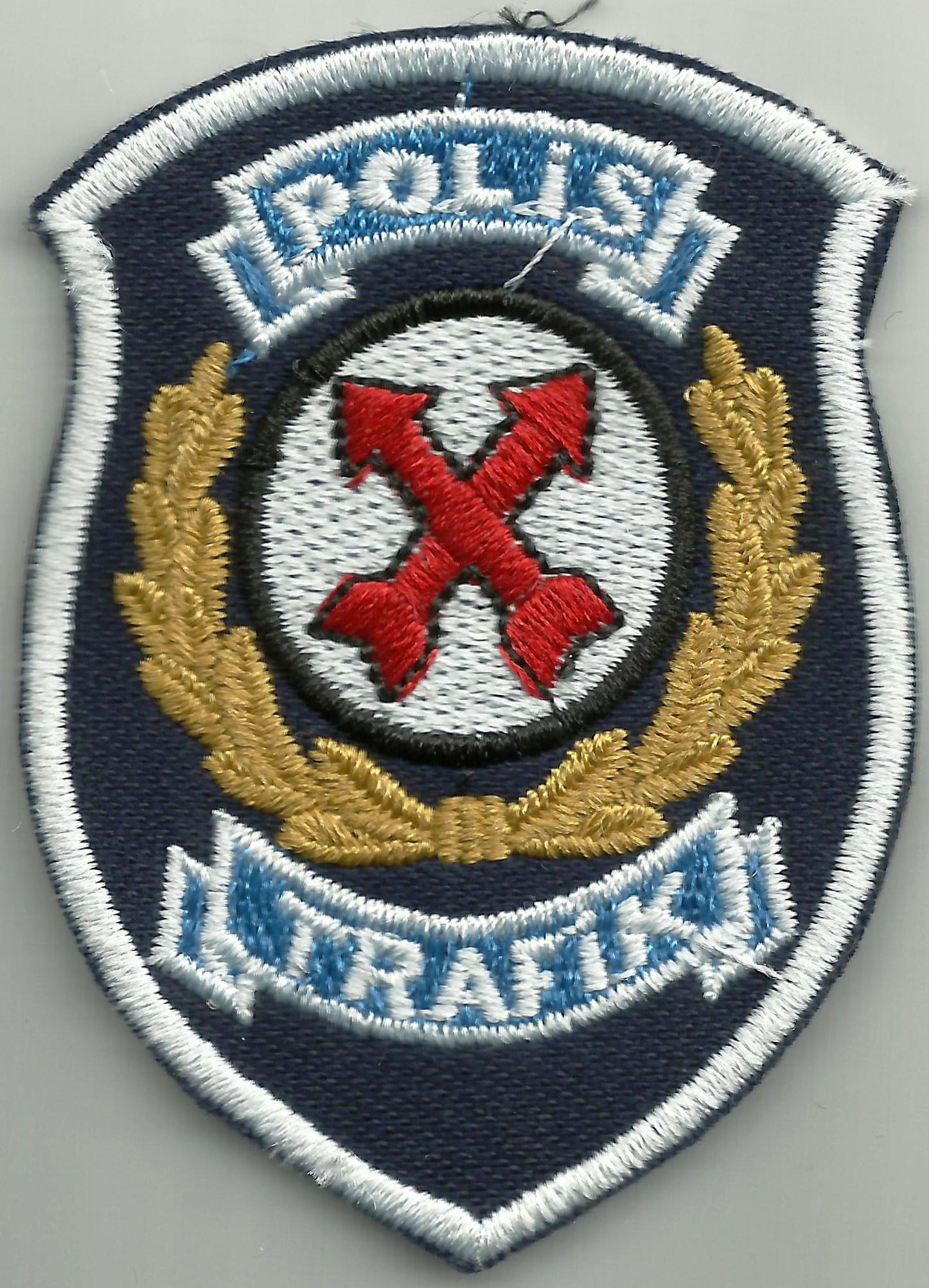
Brassard Circulation
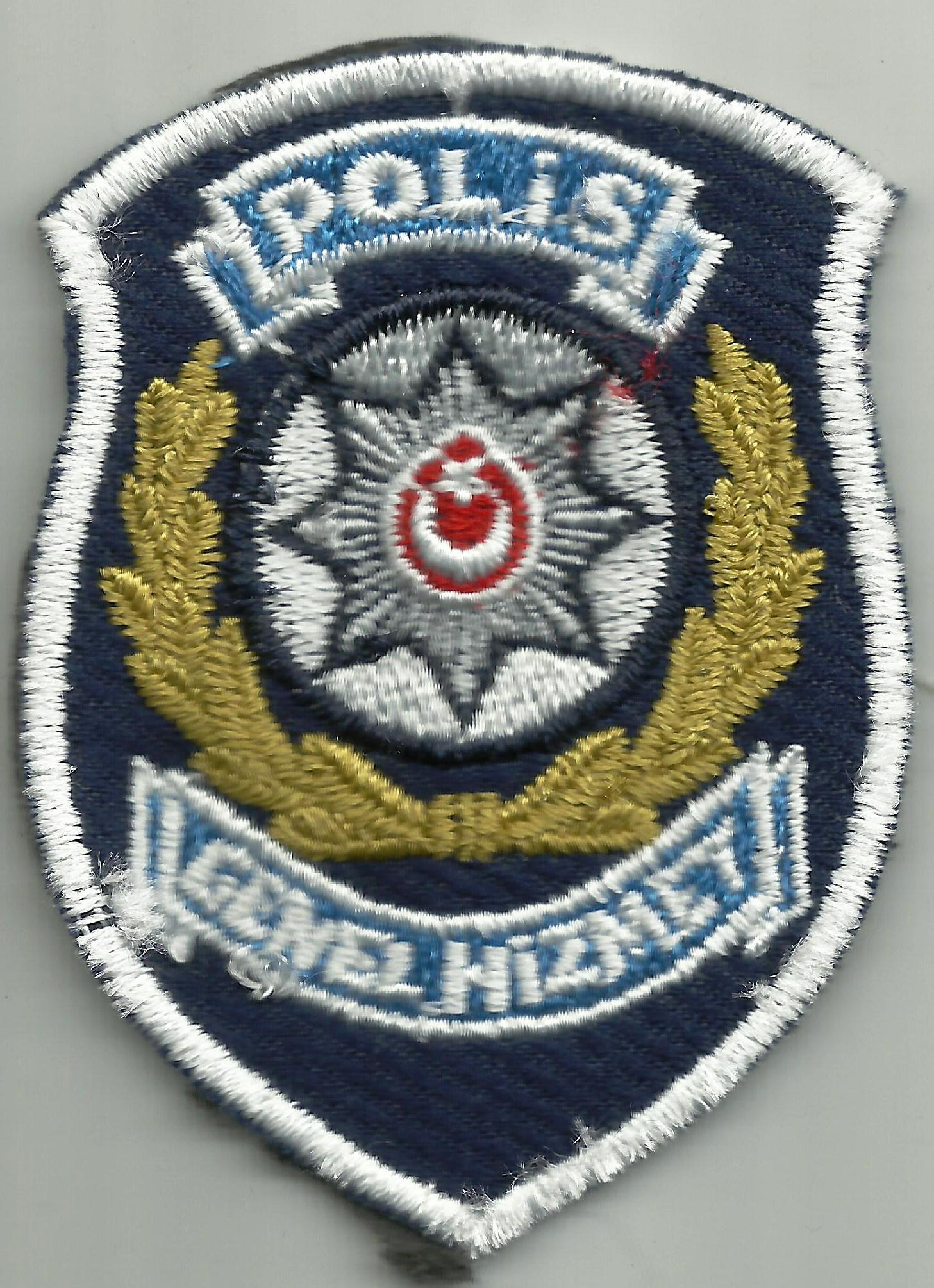
Brassard de service générale
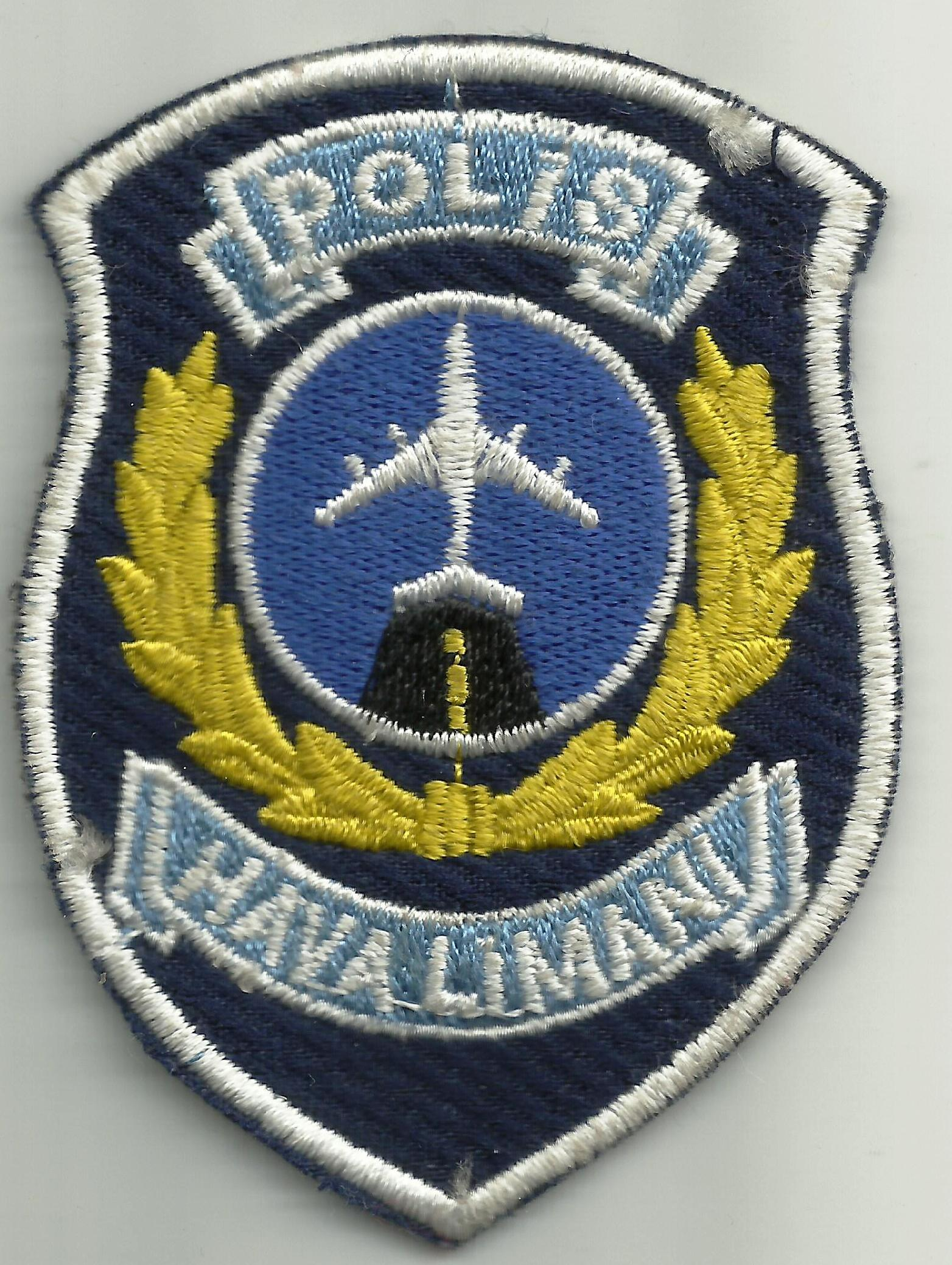
Brassard aéroport

Certaines unités de police bien connues en Turquie sont: 
- Martılar (français : Les Mouettes) unité de contrôle à vélo
- Yunuslar (français : Les Dauphins) unité de contrôle en moto
- Şahinler (français : Les Faucons) unité de contrôle de la circulation en moto.
- TOMA Canon à eau blindé conçu pour le contrôle des émeutes.
- Çevik Kuvvet (français : Anti-émeute) traitent les cas de contrôle des émeutes et maintien l'ordre public.
- Özel Harekat(français : Forces Spéciales) l'unité d'intervention spéciale (semblable à l'américain SWAT ou l'allemand GSG 9).
- Karşı Atak Timi (français : Equipe de contre-attaque) Service de protection rapprochée pour le Premier ministre et le Président de la république.

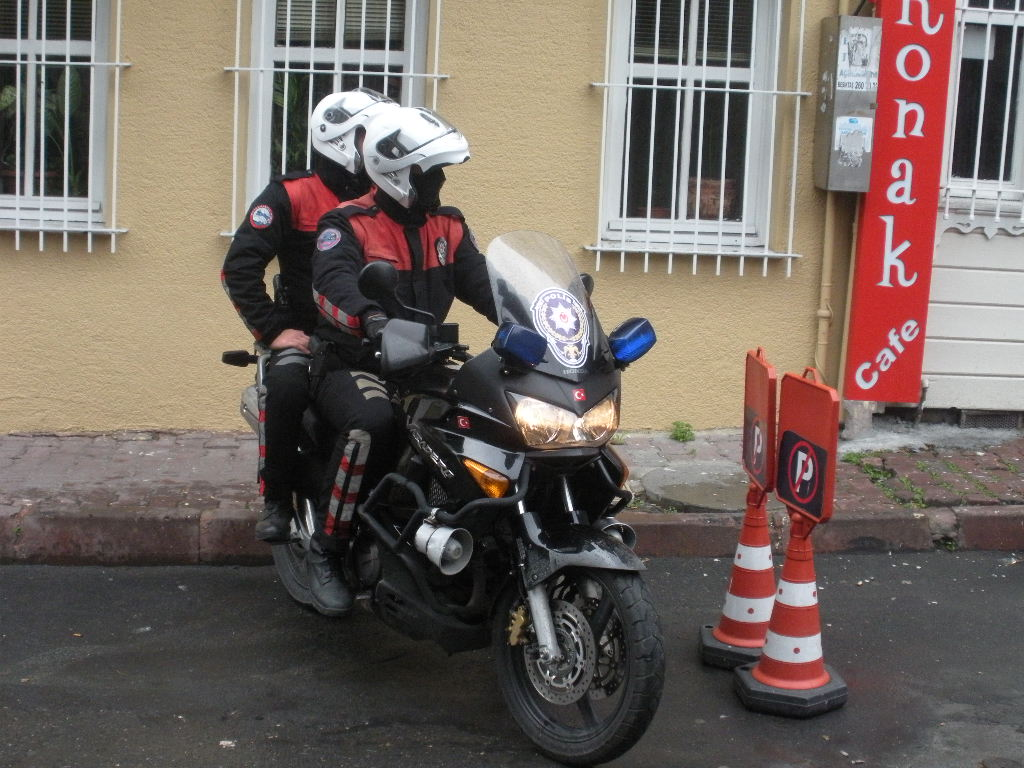
Yunuslar unité en moto
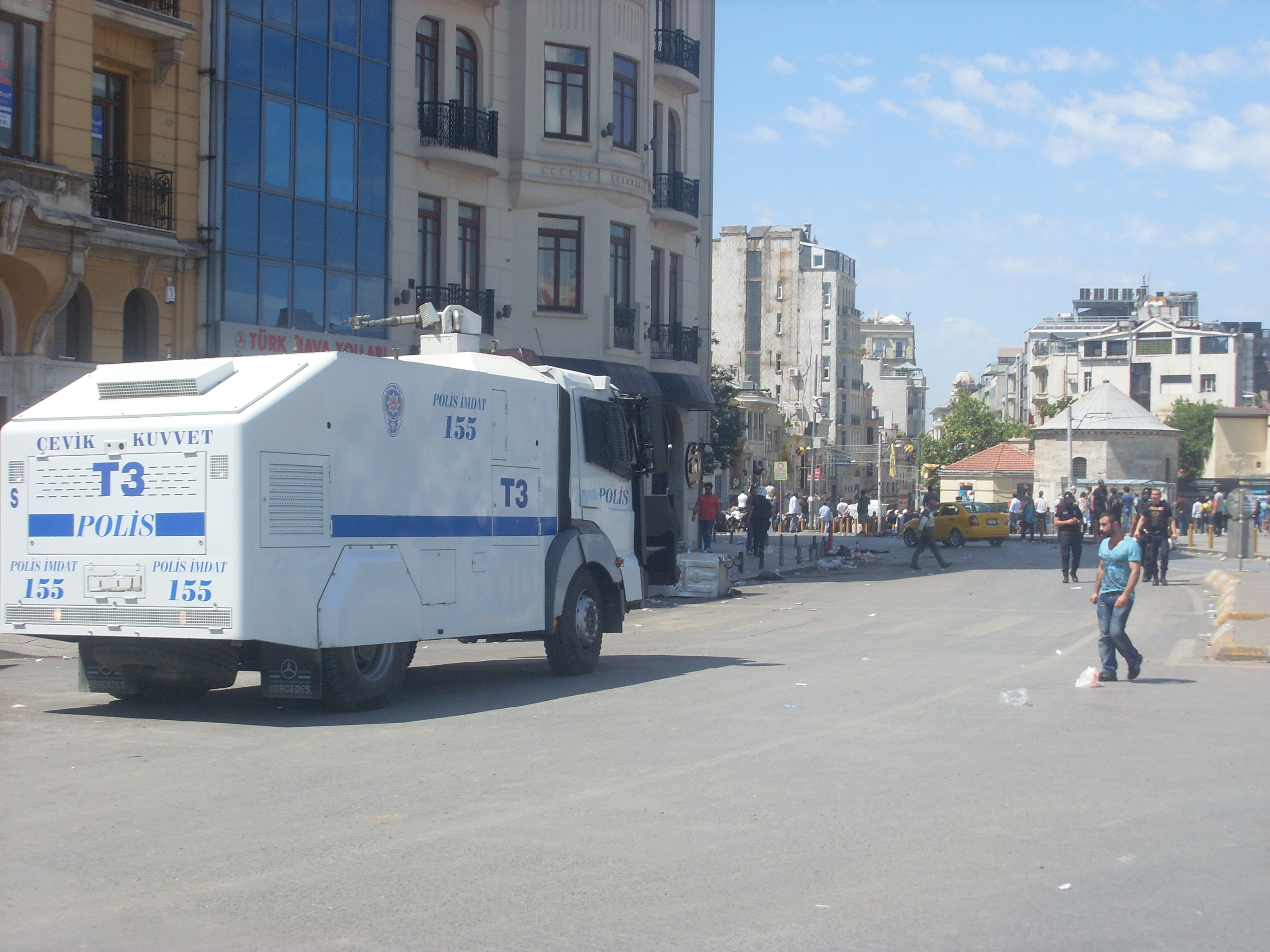
TOMA cannon à eau à Istanbul, 2013
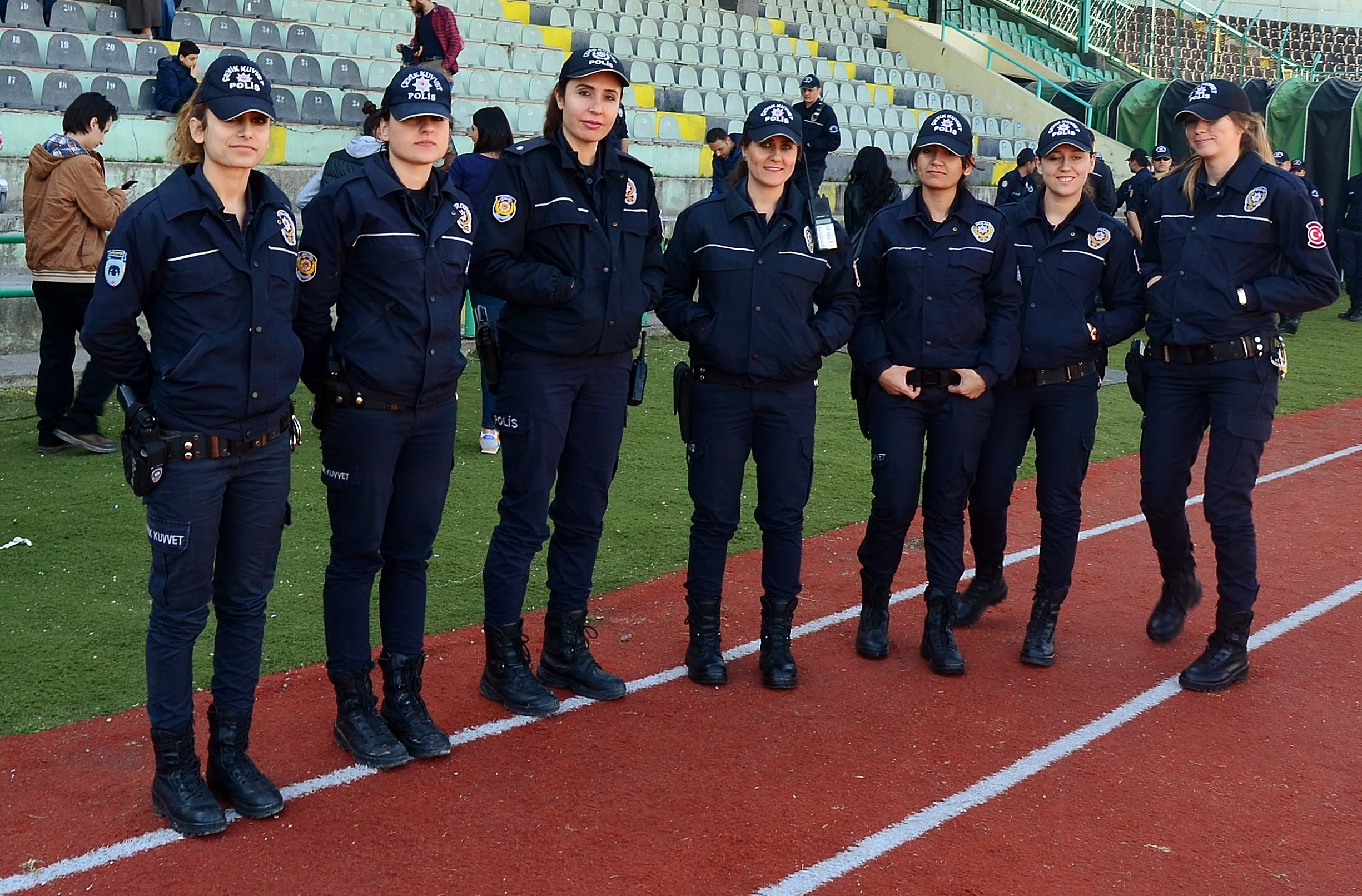
Équipe féminine de la police anti-émeute(Çevik Kuvvet Polis)
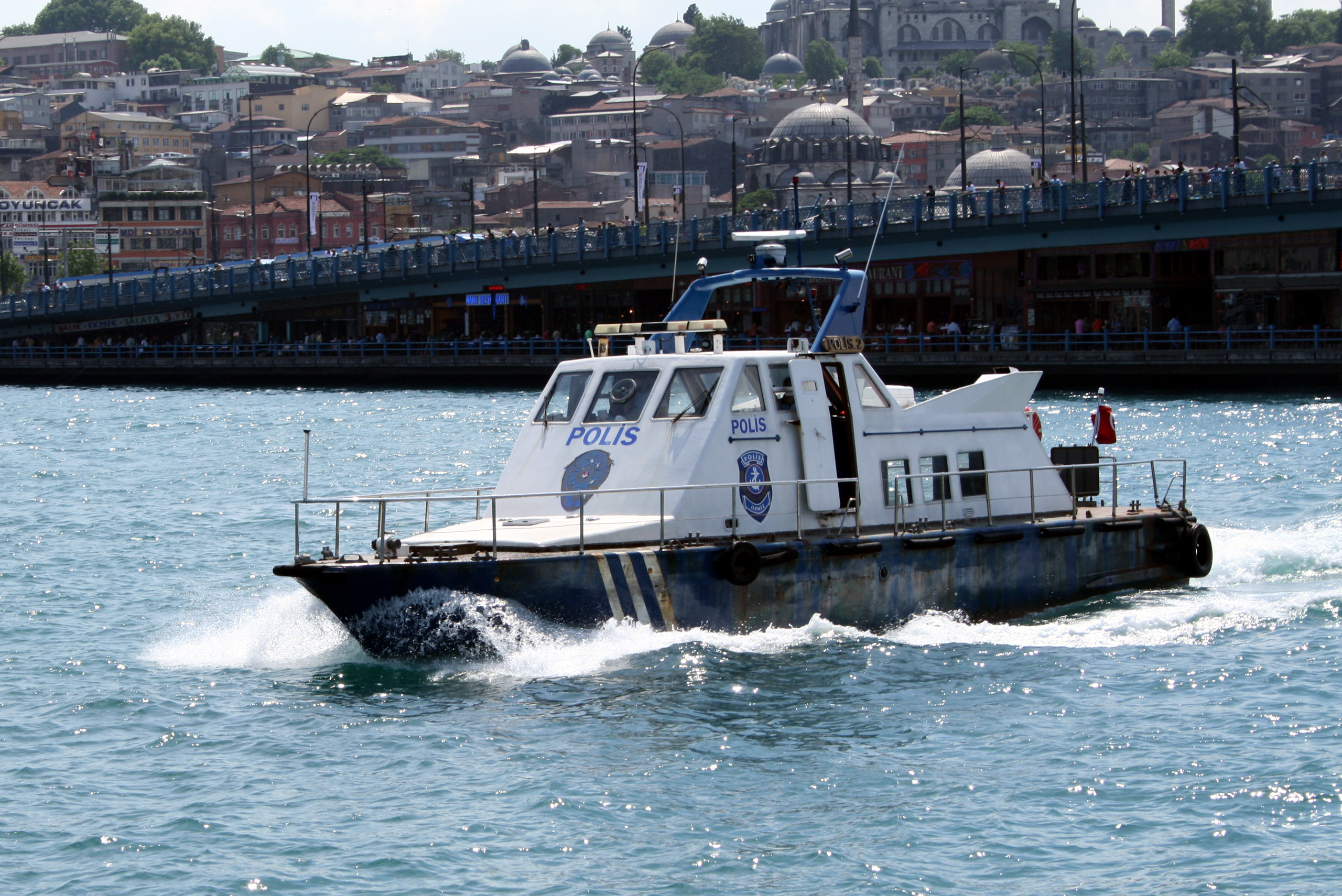
Bateau de patrouille de la Police
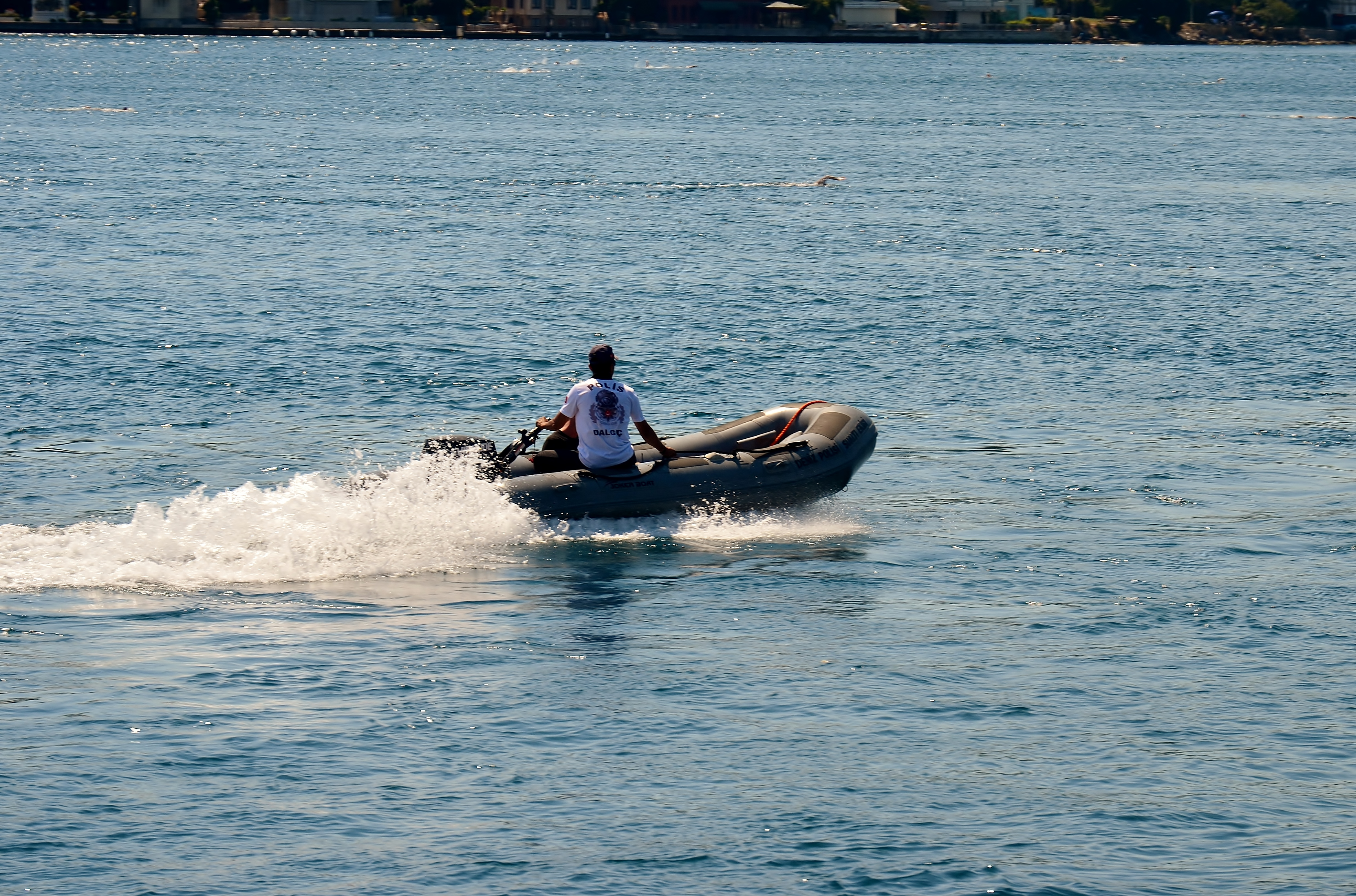
Plongeur de la police

## Véhicules

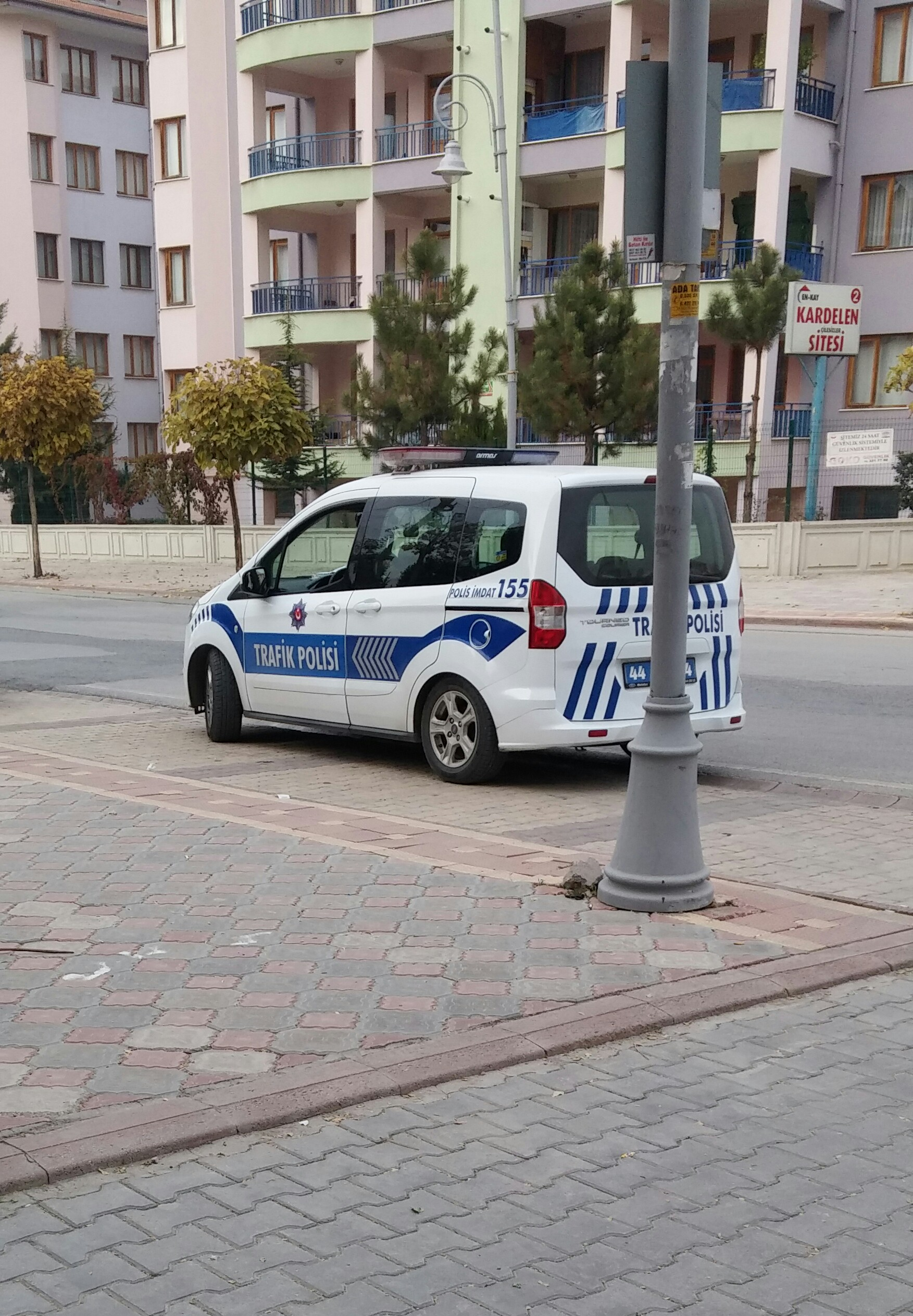
Ford Tourneo Courrier de la police turque.
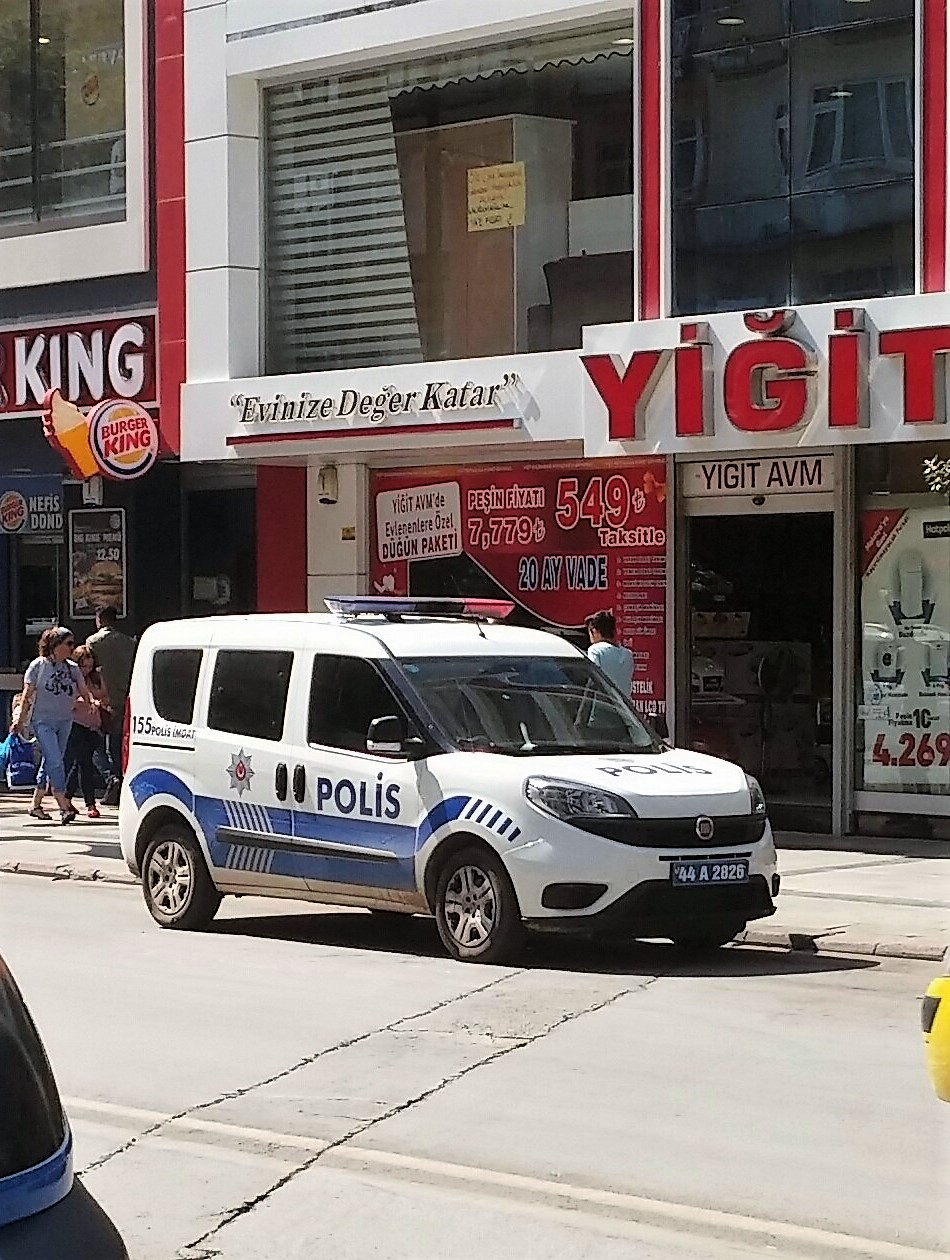
Fiat Doblo de la police turque.
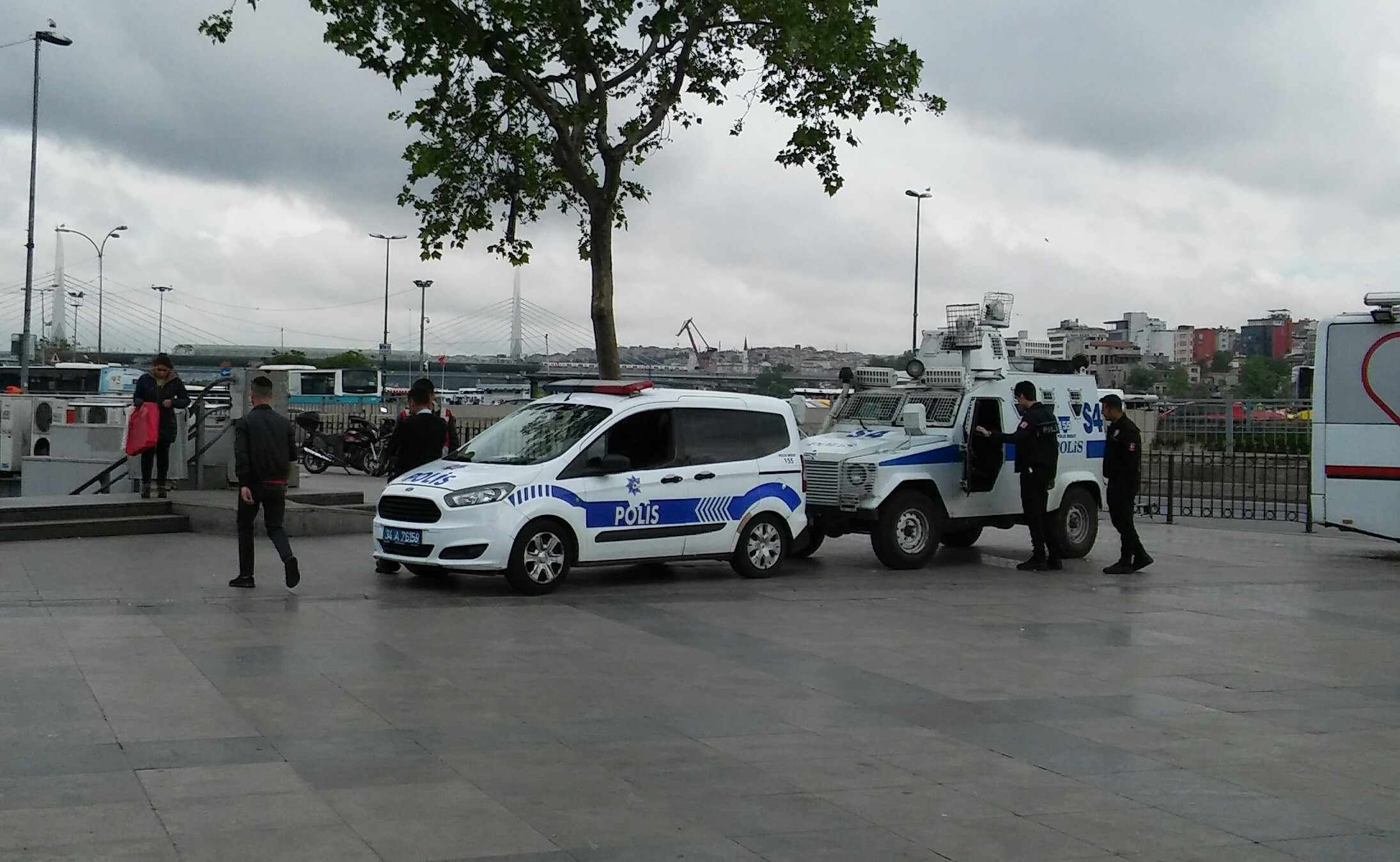
Ford Tourneo Courrier avec un Otokar Akrep.
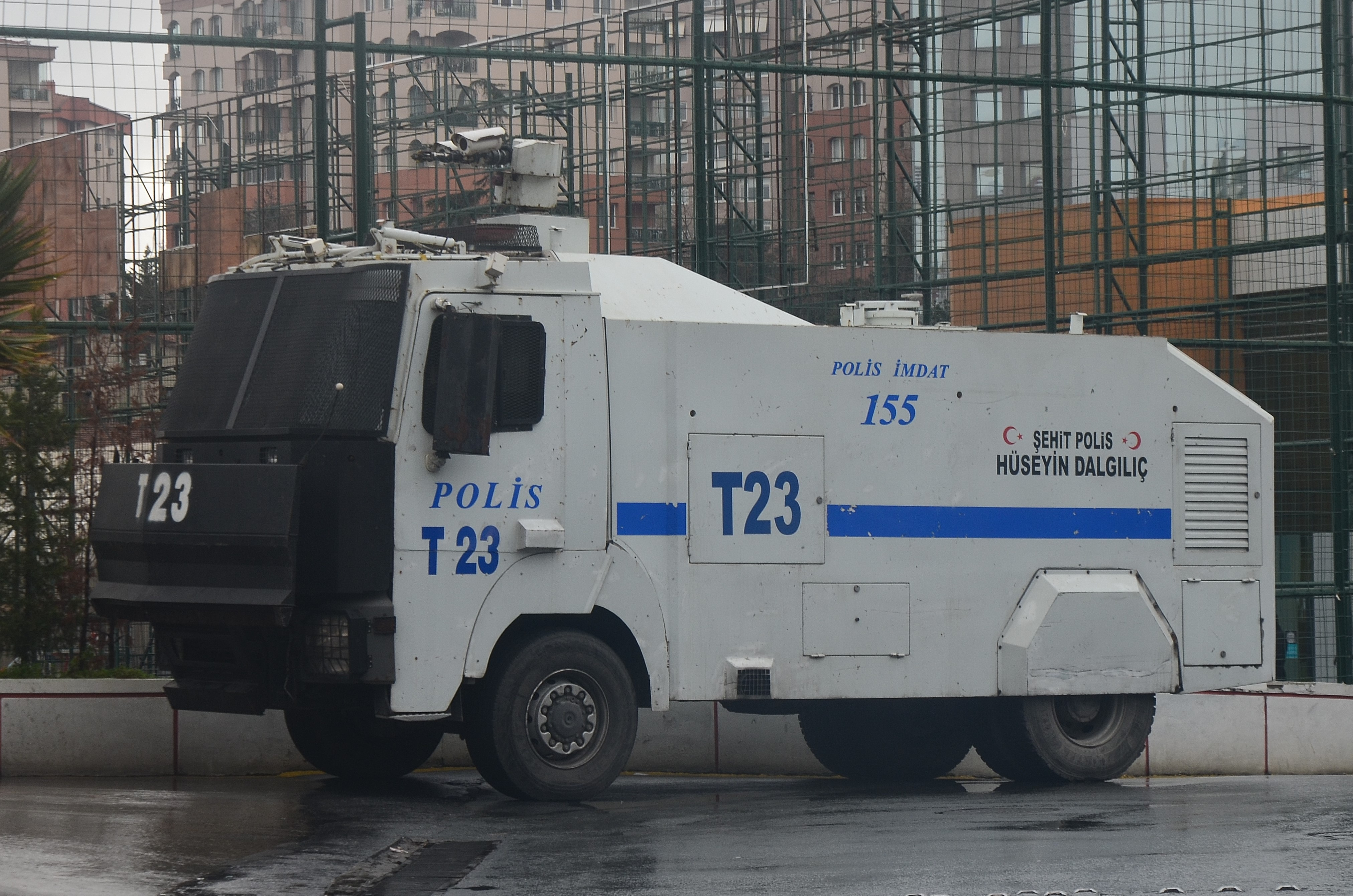
Véhicule anti-émeute TOMA.
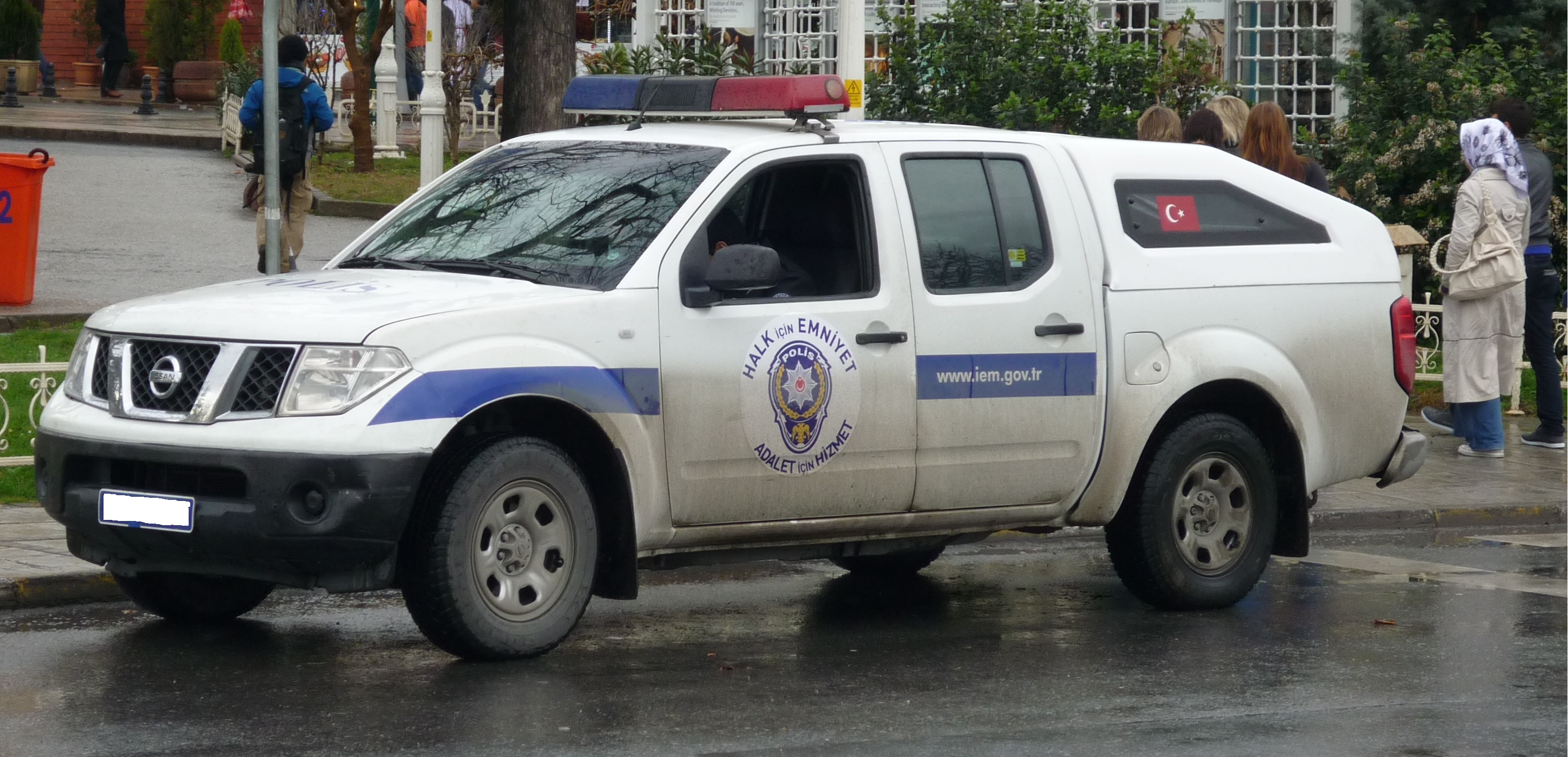
Nissan Navara
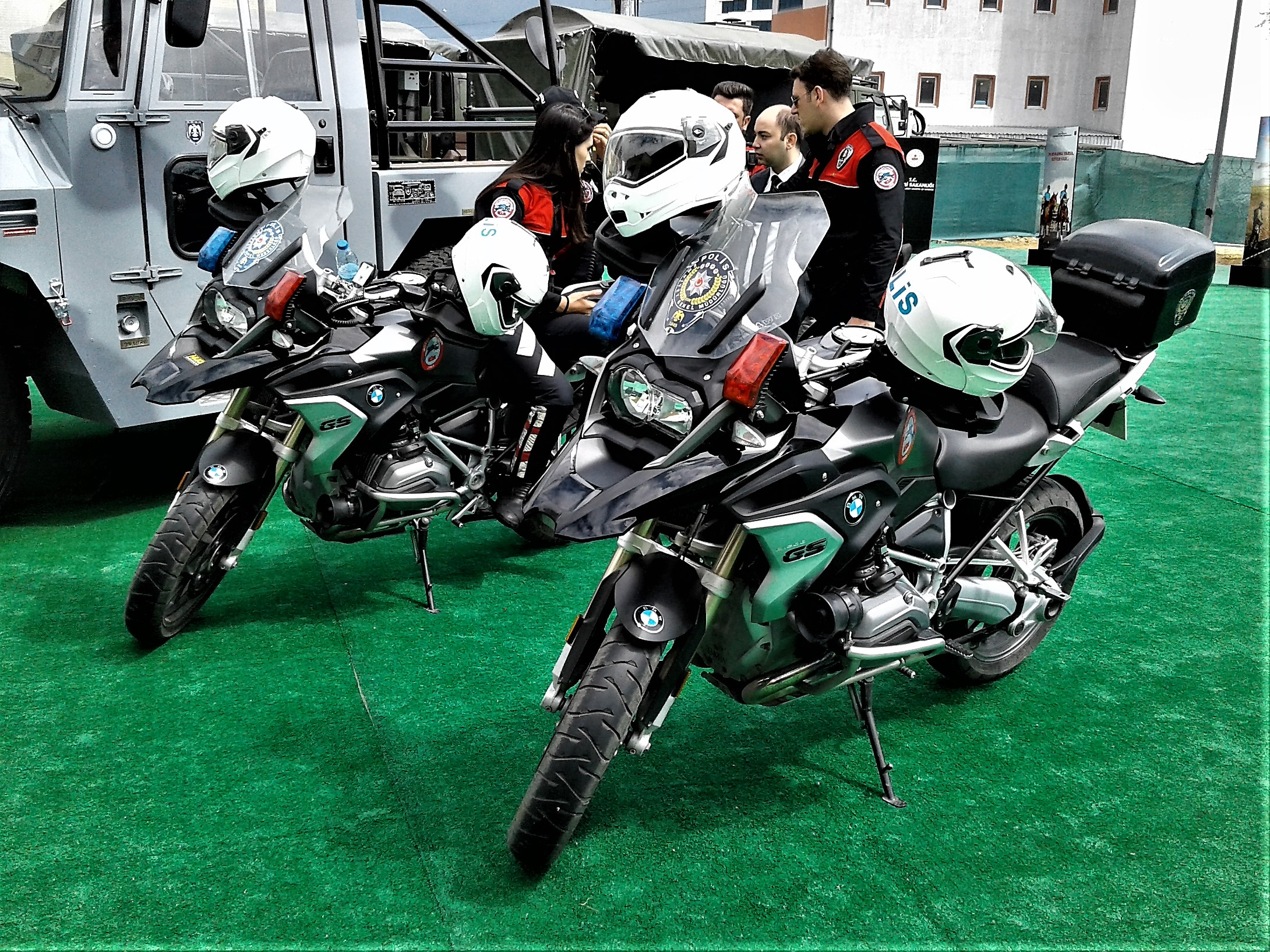
Moto BMW de l'équipe motorisée Yunus.